# Rue Jean-Baptiste-Sémanaz
La rue Jean-Baptiste-Sémanaz est une voie du 19e arrondissement de Paris et du Pré-Saint-Gervais (Seine-Saint-Denis), en France.

## Situation et accès
La rue Jean-Baptiste-Sémanaz est partagée entre le 19e arrondissement de Paris et Le Pré-Saint-Gervais en Seine-Saint-Denis. Elle débute rue André-Joineau, au Pré-Saint-Gervais, et se termine au 50, rue Sigmund-Freud.

## Origine du nom

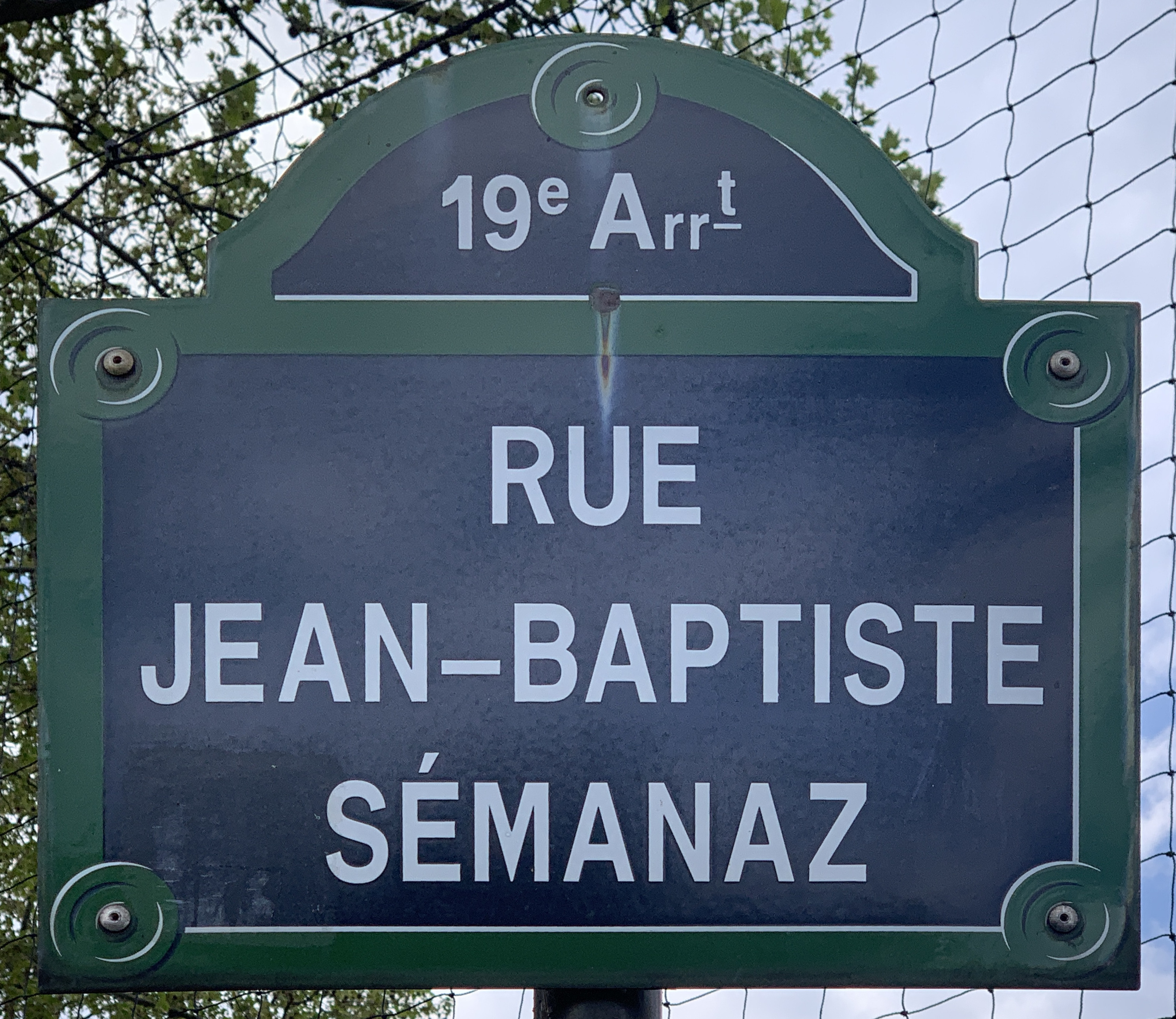
Plaque de la rue.

Elle porte le nom de Jean-Baptiste Sémanaz (1874-1914) qui fut le premier maire socialiste du Pré-Saint-Gervais. Tombé au champ d'honneur en 1914, il est enterré au cimetière communal du Pré-Saint-Gervais.

## Historique
Cette rue est un ancien tronçon du chemin vicinal ordinaire no 4 qui se trouvait sur le territoire du Pré-Saint-Gervais et qui a été annexé partiellement à Paris par décret du 27 juillet 1930.